# Carrer del Carme (Gelida)
El Carrer del Carme és una via pública de Gelida (Alt Penedès) protegida com a Bé Cultural d'Interès Local.
També es coneix com el Carrer de les banyes, a causa dels antics corrals de cabres que hi havia.

## Descripció
El carrer del Carme comunica el nucli central de Gelida amb l'avinguda Colomer (zona d'habitatges de segona residència). Es tracta d'un carrer asfaltat, dividit en dos trams: un de fort pendent amb cases entre mitgeres de planta baixa i dos pisos a banda i banda, i l'altre amb cases entre mitgeres de planta baixa i un pis a una banda i mirador a l'altra. La tipologia de les construccions s'inscriu dintre de l'arquitectura popular.

## Història
El carrer del Carme es va forma sobre l'antic camí de Cal Senfí, i inicialment fou ocupat per cases de comparet i corrals de cabrers.